# Табачников, Виталий Витальевич
Виталий Витальевич Табачников (15 января 1976 — 25 июля 2023) — российский офицер Военно-воздушных сил Российской Федерации, полковник, командир 112-го отдельного вертолётного полка 11-й армии Военно-воздушных сил и Противовоздушной обороны. Герой Российской Федерации (2023).

## Биография
Родился 15 января 1976 года в посёлке Заря, Гулькевичского района Краснодарского края в семье военнослужащего-вертолётчика. Проходил обучение в Ейской специализированной школе-интернате с лётной подготовкой, которую окончил в 1993 году. В том же году поступил на обучение в Сызранское высшее военное авиационное училище лётчиков. С 1998 года в строевых частях и соединениях Военно-воздушных сил Российской Федерации.
С 2015 года проходил службу в 344-м центре боевого применения и переучивания лётного состава в городе Торжке Тверской области. До 2020 года являлся начальником исследовательского отдела, старшим инструктором, лётчиком. Участник военной операции в Сирии. С 2020 года служил в 112-м отдельном вертолётном полку 11-й Армии ВВС и ПВО, в городе Чите Забайкальского края.
С 24 февраля 2022 года принимал участие во вторжении России на Украину. 25 июля 2023 года в ходе очередного вылета вертолёт Ка-52, в составе экипажа которого находился также Роман Гавриков, был подбит зенитными ракетами ВСУ.
Указом Президента Российской Федерации (закрытым) от 2 ноября 2023 года за мужество и героизм, проявленные при исполнении воинского долга, полковнику Табачникову Виталию Витальевичу было присвоено звание Герой Российской Федерации.
Похоронен на федеральном мемориале «Пантеон защитников Отечества» в Мытищинском районе Московской области.

## Память
14 ноября 2024 года в посёлке Монино городского округа Щёлково Московской области на стене дома по адресу: улица Маслова, 9 была открыта мемориальная табличка. В этом доме Виталий Табачников жил с 2009 по 2010 год.
28 февраля 2025 года в Москве на фасаде дома по адресу: Левобережная улица, 4 корпус 8 была открыта мемориальная доска, посвящённая Виталию Табачникову. В этом доме он проживал с 2020 по 2023 год. Мемориальная доска выполнена из бронзы и представляет собой погрудное скульптурное изображение полковника Виталия Табачникова на фоне неба и боевого вертолёта Ка-52 «Аллигатор». В нижней части доски размещена посвятительная надпись. Инициатором её установки выступила межрегиональная общественная организация «Клуб Героев Советского Союза, Героев Российской Федерации и полных кавалеров ордена Славы» города Москвы и Московской области.

## Награды
- Герой Российской Федерации (2023),
- Орден Мужества,
- Медаль ордена «За заслуги перед Отечеством» II степени.